# Іваново-Самарське сільське поселення
Іва́ново-Сама́рське сільське поселення — муніципальне утворення в складі Малопургинського району Удмуртії, Росія. Адміністративний центр — присілок Іваново-Самарське.
Населення — 890 осіб (2015; 858 в 2012, 869 в 2010).
До складу поселення входять такі населені пункти:
| Населений пункт             | Населення, осіб (2010) | Населення, осіб (2012) |
| --------------------------- | ---------------------- | ---------------------- |
| Іваново-Самарське, присілок | 433                    | 425                    |
| Капустіно, присілок         | 436                    | 433                    |

В поселенні діють 2 школи — середня (Іваново-Самарське) та початкова (Капустино), 2 садочки, 2 фельдшерсько-акушерських пункти, клуб, бібліотека.
Серед промислових підприємств працюють СПК «Югдон».